# 火災暴風

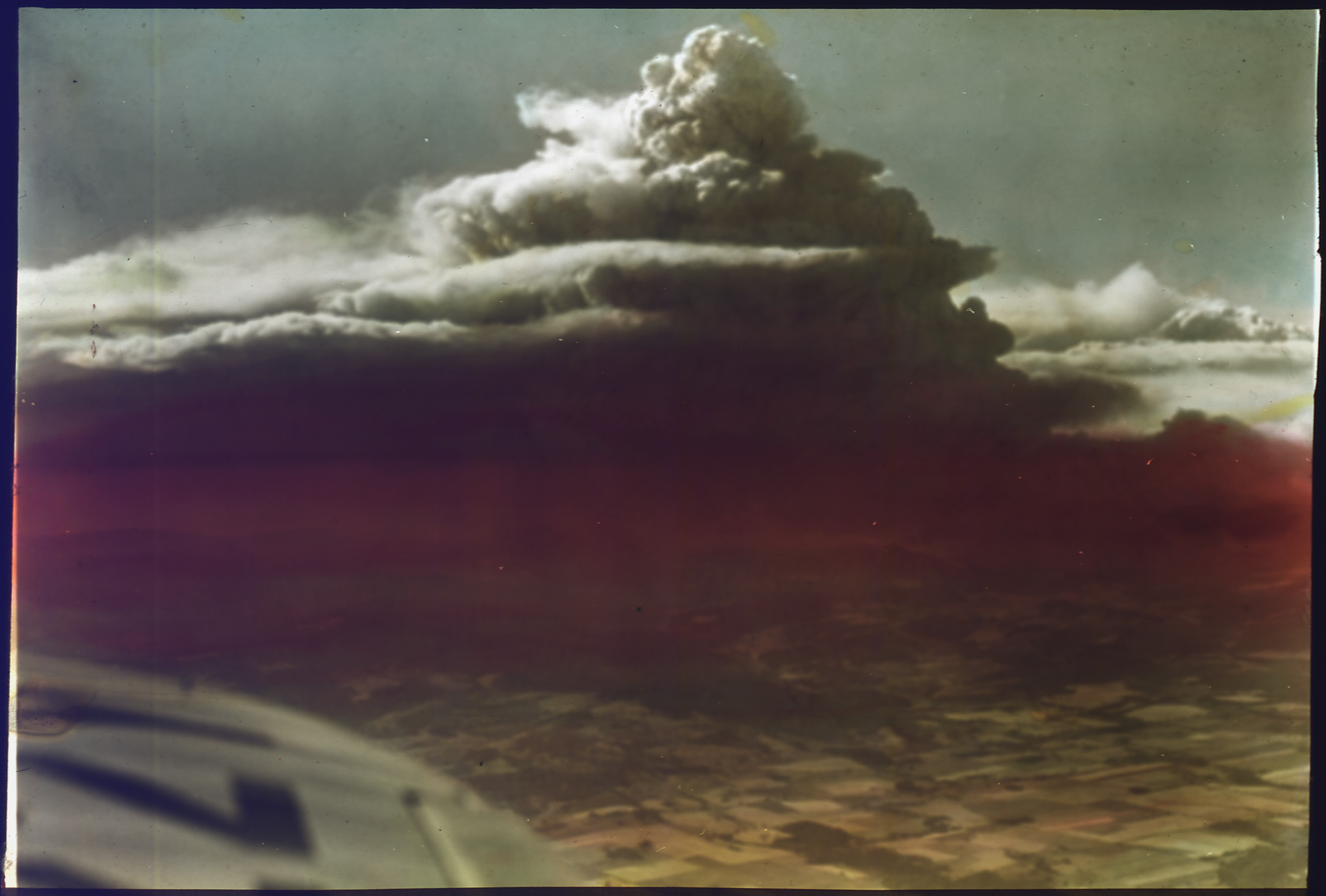
美國奧勒岡州1933年發生的一次森林大火。

火災暴風（英語：Firestorm），又稱火風暴或火災風暴，是大範圍火災本身所創造和維持的風力系統，是嚴重野火或山火中的一種自然現象。也會用來描述一般的巨型火災，火災風暴的確定特徵必須是火場周圍所有方位都有著它自生成的暴風。
發生在城市的火災風暴，通常是人為刻意製造的，例如漢堡轟炸、德勒斯登轟炸和廣島原爆所造成的火災暴風。
火災風暴與火龍捲意義不同，但經常被混稱為「火災旋風」。《烽火爆》則是一部同名美國電影《Firestorm》的中文譯名。

## 成因

火災風暴的形成:1.火 2.上升氣流 3.強陣風 A.火積雨雲

大範圍的火災火場分布相當廣，燃燒吸引周圍的空氣，使空氣流動加速，也促進火場上空的對流發展；週遭的熱空氣不斷上升，形成了巨大的煙囪效應。同時，由於火場的上升氣流，火場周圍的地表逐漸產生強勁向心的陣風，為其提供額外的空氣。如果在火場附近存在較低層的噴射氣流，這個機制會發展更為快速。
在科里奥利力的協助下，火災風暴也可能發展成一個中氣旋，甚至誘發龍捲風（或火龍捲）的生成。例如1871年佩斯特哥大火和2002年杜蘭戈大火。

## 可能的火災風暴
部分尚未證實，但可能發生火災風暴的火災。
- 羅馬大火（64年）
- 倫敦大火（1666年）
- 芝加哥大火（1871）
- 舊金山大地震（1906年）
- 關東大地震（1923年）
- 蒂拉穆克燃燒（英语：Tillamook Burn）（1933–1951年）
- 布莱克沃特大火（1937年）
- 第二次倫敦大火（英语：Second Great Fire of London）（1940年）
- 聖灰星期三叢林大火（英语：Ash Wednesday bushfires）（1983年）
- 黄石公园大火（1988年）
- 坎培拉叢林大火（2003年）
- 黑色星期六森林大火（2009年）

## 城市火災風暴
相同的燃燒物理也會發生在戰爭或自然災害中的城市等人造建築物。火災風暴被認為是大型城市火災機制的一部分，例如伴隨1906年舊金山大地震和1923年關東大地震發生的嚴重火災。 第二次世界大戰中使用燒夷彈的空襲也在漢堡和德勒斯登等城市造成火災風暴。戰爭中兩次使用核子武器，只有在廣島市的那一次導致火災風暴。
| 城市 / 事件             | 發生日期          | 紀錄 |
| ----------------------- | ----------------- | --- |
| 漢堡大轟炸 (德國)       | 1943年7月27日     | 4萬6千人死亡。在漢堡的火災風暴範圍大約有4.5平方英里（12平方） 。 |
| 卡塞爾大轟炸 (德國)     | 1943年10月22日    | 9千人死亡， 2萬4千棟住宅燒毀。火災面積有，但相當比率是傳統轟炸造成的，不清楚被火災風暴摧毀的範圍23平方英里（60平方）23平方英里（60平方）。雖然卡塞爾的火災面積比東京和漢堡還要大一些，城市火災風暴的規模比漢堡小。                        |
| 达姆施塔特轟炸(德國)    | 1944年9月11日     | 8千人死亡。火災面積有4平方英里（10平方），但仍未確定由火災風暴所造成的比率。2萬棟住宅和1個化工區被毀，工業生產減少。 |
| 德勒斯登轟炸 (德國)     | 1945年2月13－15日 | 2萬5千人死亡。在德勒斯登的火災風暴範圍大約有 8平方英里（21平方）。這次空襲以易於識別的Ostragehege運動場為中心。 |
| 東京大轟炸 (日本)       | 1945年3月9－10日  | 8萬4千人至10萬人死亡，26萬7千棟建築被毀。投擲在東京的燃燒彈一開始造成許多火災，並融合成一個毀滅性的大火，覆蓋16平方英里（41平方）。雖然經常被描述為火災風暴事件，這場大火並沒有產生表面陣風達17－28英里每小時（27－45 公里/小時）的暴風。 |
| 宇部市轟炸(日本)        | 1945年7月1日      | 山口縣宇部市短暫地產生了一個範圍0.5平方英里（1.3平方）的火災風暴。由宇部市的紀錄和之後的電腦模擬，這樣的規模（1.3平方公里）可能是火災風暴發生的下限。                                                                                     |
| 广岛市原子弹爆炸 (日本) | 1945年8月6日      | 火災風暴範圍有4.4平方英里（11平方）。沒有估計因為火災而死亡的人數，因為燒毀區很大程度已經在衝擊波損害區域內。 |